# Premio Flaiano per la narrativa
Il Premio Flaiano per la narrativa è un premio letterario assegnato annualmente dal 1976 all'autore o autrice di un'opera di narrativa pubblicata in Italia nel corso della precedente stagione editoriale.
Per il riconoscimento sono eleggibili opere proposte sia dalla giuria letteraria, sia dalle case editrici. Nel corso della sua evoluzione storica, il premio è stato occasionalmente suddiviso in distinte categorie riservate a sottogeneri come saggistica, elzeviro, racconto inedito e opera prima.
In passato, la giuria letteraria decretava tra le opere vincitrici il destinatario del Premio Superflaiano.

## Albo d'oro

### Anni 1976-1979
- 1976: Ennio Flaiano fra moralismo e scetticismo di Emma Giammattei (saggistica)
  - Melampus: dalla sceneggiatura al racconto di Renato Minore (saggistica)
- 1977: Il fondale di Vicenza dietro Guido Piovene e Cari ragazzi, la realtà non s'inventa di Goffredo Parise (elzeviro)
- 1978: Lettera a nessuno ossia la crisi di uno scrittore di Guido Ceronetti (elzeviro)
- 1979: Ritratti abusivi e L'età che generò mostri di Mario Praz (elzeviro)

### Anni 1980-1989
- 1980: Minaccia di scomparire una vecchia, deliziosa trattoria romana e O da Maxim o Chez Cesaretto di Mario Soldati (elzeviro)
- 1981: Gli scartafacci dati alle fiamme di Roberto Ridolfi (elzeviro)
- 1982: Il migliore dei mondi impossibili di Pietro Citati (elzeviro)
- 1983: Le figure di Gino Bacchetti (racconto inedito)
  - Ficus japonica di Mimì Zorzi (racconto inedito)
- 1984: L'uomo col cannocchiale di Antonio Altomonte (racconto inedito)
  - Veleni mentali di Gesualdo Bufalino (elzeviro)
- 1985: Senza titolo di Francesco Burdin (racconto inedito)
  - Il peccato originale della napoletanità di Raffaele La Capria (elzeviro)
- 1986: Settesabbie di Paolo Barbaro (racconto inedito)
  - Il capostazione di Casalino di Piero Chiara
  - Il merlo amoroso di Mario Rigoni Stern (elzeviro)
- 1987: Le sirene di Studio Uno di Gaetano Afeltra (elzeviro)
  - Il delitto del lago dell'Eur di Gian Luigi Piccioli
  - Due amiche di Franca Rossi (racconto inedito)
- 1988: I padri delle colline di Lorenzo Mondo
  - Giorgio Soavi per gli articoli usciti sulla terza pagina de Il Giornale (elzeviro)
- 1989: Il canto delle sirene di Maria Corti
  - Agenda su La Stampa di Carlo Fruttero e Franco Lucentini (elzeviro)

### Anni 1990-1999
- 1990: Claudio Magris per gli articoli apparsi sul Corriere della Sera (elzeviro)
  - Il fuoco greco di Luigi Malerba
- 1991: La spiegazione dei fatti (The Book of Evidence) di John Banville
  - Gian Antonio Cibotto per gli articoli apparsi sul Gazzettino (elzeviro)
  - Verso Paola di Francesca Sanvitale
  - L'angelo nero di Antonio Tabucchi
- 1992: L'assenza (Die Abwesenheit) di Peter Handke
  - Sogno a Herrenberg di Giuliana Morandini
  - Una terra chiamata Alentejo (Levantado do Chão) di José Saramago
- 1993: Onitsha di Jean-Marie Gustave Le Clézio
  - Ninfa plebea di Domenico Rea
  - Il vecchio che leggeva romanzi d'amore (Un viejo que leía novelas de amor) di Luis Sepúlveda
- 1994: In famiglia (En famille) di Marie Ndiaye
  - Io, Franco (Autobiografía del general Franco) di Manuel Vázquez Montalbán
  - Vite di uomini non illustri di Giuseppe Pontiggia
- 1995: Staccando l'ombra da terra di Daniele Del Giudice
  - Il giorno dopo domani (The Day After Tomorrow) di Allan Folsom
  - Il mondo di Sofia (Sofies Verden) di Jostein Gaarder
- 1996: Esilio di Enzo Bettiza
  - Nadia (Les Raisins de la galère) di Tahar Ben Jelloun
  - L'alchimista (O Alquimista) di Paulo Coelho
  - Signor Malaussène (Monsieur Malaussène) di Daniel Pennac
  - Un divorzio tardivo (Gerushìm meuḥarìm) di Abraham Yehoshua
- 1997: Potere esecutivo (Executive Orders) di Tom Clancy
  - Dolce per sé di Dacia Maraini
  - Classe Nimitz (Nimitz Class) di Patrick Robinson
  - La malga di Sîr di Carlo Sgorlon
- 1998: La voce del violino di Andrea Camilleri
  - L'occhio di Cibele (El ojo de Cibeles) di Daniel Chavarría
  - L'amore fatale (Enduring Love) di Ian McEwan
- 1999: Lo spasimo di Palermo di Vincenzo Consolo
  - Amabelle della canna di zucchero (The Farming of Bones) di Edwidge Danticat
  - Napoleone, la voce del destino (Napoléon, le chant du départ) di Max Gallo

### Anni 2000-2009
- 2000: Black Dog (The Tesseract) di Alex Garland
  - L'uomo sentimentale (El hombre sentimental) di Javier Marías
  - Il ragazzo leopardo (L'Enfant Léopard) di Daniel Picouly
  - Passaggio a Trieste di Fabrizia Ramondino
- 2001: L'offerta (La Demande) di Michèle Desbordes
  - Martha Peake di Patrick McGrath
  - Conclave di Roberto Pazzi
- 2002: La ballata di Ned Kelly (True History of the Kelly Gang) di Peter Carey[4]
  - Il medico di corte (Livläkarens besök) di Per Olov Enquist[4]
  - La pupa di zucchero di Silvana Grasso[4]
- 2003: La traduttrice (The Translator) di John Crowley
  - La scoperta del cielo (De ontdekking van de hemel) di Harry Mulisch
  - Sefarad di Antonio Muñoz Molina
  - Tra noi due di Elisabetta Rasy
  - Il bizantino di Nikolaj Spasskij
- 2004: La stella d'Algeri (L'Étoile d'Alger) di Aziz Chouaki
  - Tutti contenti di Paolo Di Stefano
  - Col corpo capisco (Ba-guf ani mevinah: tsemed novelot) di David Grossman
- 2005: Malvarosa di Raffaele Nigro (Superpremio Flaiano)
  - Tu che mi ascolti di Alberto Bevilacqua
  - Fata Morgana di Gianni Celati
  - Colomba di Dacia Maraini
  - Labilità di Domenico Starnone
- 2006: L'amorosa inchiesta di Raffaele La Capria
  - Scontro di civiltà per un ascensore a Piazza Vittorio di Amara Lakhous
  - Il mal di Montano (El mal de Montano) di Enrique Vila-Matas
- 2007: Nessuno al mondo (In the Country of Men) di Hisham Matar
- 2008: L'Ingegnere in blu di Alberto Arbasino
  - La figlia di Agamennone (Vajza e Agamemnonit) di Ismail Kadare
  - La vista da Castle Rock (The View from Castle Rock) di Alice Munro
- 2009: Berlin di Eraldo Affinati (Superpremio Flaiano)

### Anni 2010-2019
- 2010: Acciaio di Silvia Avallone
- 2011: Nessuno si salva da solo di Margaret Mazzantini
  - Se la fortuna è nostra di Aurelio Picca
  - XY di Sandro Veronesi
- 2012: Il negativo dell'amore di Maria Paola Colombo
- 2013: Pronti a tutte le partenze di Marco Balzano
- 2014: Terre selvagge di Sebastiano Vassalli
- 2015: Gadda di Giorgio Patrizi
- 2016: Numero undici (Number 11) di Jonathan Coe
- 2017: L'inganno dell'ippocastano di Mariano Sabatini (opera prima)
- 2018: Il Segreto di Pietramala di Andrea Moro
- 2019: Almarina di Valeria Parrella

### Anni 2020-2029
- 2020: Biscotti della fortuna di Gabriele Pedullà
- 2021: Adesso che sei qui di Mariapia Veladiano
- 2022: Sempre tornare di Daniele Mencarelli[5]
- 2023: La ricreazione è finita di Dario Ferrari[6]
- 2024: Epigenetica di Cristina Battocletti